# Chinchinim
Chinchinim è una suddivisione dell'India, classificata come census town, di 7.033 abitanti, situata nel distretto di Goa Sud, nello territorio federato di Goa. In base al numero di abitanti la città rientra nella classe V (da 5.000 a 9.999 persone).

## Geografia fisica
La città è situata a 15° 11' 60 N e 73° 58' 0 E e ha un'altitudine di 2 m s.l.m..

## Società

### Evoluzione demografica
Al censimento del 2001 la popolazione di Chinchinim assommava a 7.033 persone, delle quali 3.272 maschi e 3.761 femmine. I bambini di età inferiore o uguale ai sei anni assommavano a 638, dei quali 332 maschi e 306 femmine. Infine, coloro che erano in grado di saper almeno leggere e scrivere erano 5.264, dei quali 2.528 maschi e 2.736 femmine.